# Maikel Reyes
Pour les articles homonymes, voir Reyes.
Maikel Alejandro Reyes Azcuy est un footballeur international cubain, né le 4 mars 1993 à Viñales, municipalité de la province de Pinar del Río, à Cuba.

## Biographie

### Carrière en club
Repéré par Pablo Elier Sánchez, entraîneur du FC Pinar del Río, Maikel Reyes y débute en 1re division lors de la saison 2013. À la suite de la relégation du club l'année suivante, il est prêté en 2015 au FC Ciego de Ávila, avant d'être transféré au Cruz Azul Hidalgo, club mexicain de 2e division, en compagnie du défénseur Abel Martínez.
En 2017, il est prêté au FC Villa Clara, puis il s'expatrie à nouveau à l'Atlántico FC, club du championnat de République dominicaine, avec quatre autres cubains dont Daniel Luis Sáez.
De retour au FC Pinar del Río, club où il effectue sa préparation en janvier 2018, il subit une fracture du péroné à l'occasion de la dernière journée du Torneo de Ascenso 2018 (le tournoi de D2) dont il est le meilleur buteur avec huit buts marqués.

### Carrière internationale
Convoqué par Raúl González Triana en équipe olympique cubaine afin de disputer les qualifications aux JO 2012, il dispute l'année suivante avec les U-20 la Coupe du monde en Turquie où il marque le seul but de son équipe, le 21 juin 2013, contre la Corée du Sud.
En parallèle, il est appelé en équipe A à l'occasion des éliminatoires de la Coupe du monde 2014, le 16 octobre 2012, contre le Panama (résultat 1-1). Reyes participe également aux qualifications pour la Coupe du monde 2018 en jouant les deux matchs de son pays (0-0 et 1-1), éliminé par Curaçao.
Présent dans le groupe des nommés pour la Gold Cup 2015 aux États-Unis, il se distingue lors de ce tournoi en marquant le but de la victoire 1-0 sur le Guatemala, le 15 juillet 2015, but qui offre aux siens la qualification en quarts-de-finale, instance où Cuba est éliminée par les hôtes américains.

#### Buts en sélection
| Buts en sélection de Maikel Reyes | Buts en sélection de Maikel Reyes | Buts en sélection de Maikel Reyes                                  | Buts en sélection de Maikel Reyes | Buts en sélection de Maikel Reyes | Buts en sélection de Maikel Reyes | Buts en sélection de Maikel Reyes |
|                                   | Date                              | Lieu                                                               | Adversaire                        | Score                             | Résultat                          | Compétition                       |
| --------------------------------- | --------------------------------- | ------------------------------------------------------------------ | --------------------------------- | --------------------------------- | --------------------------------- | --------------------------------- |
| 1.                                | 25 mars 2015                      | Estadio Cibao, Santiago de los Caballeros (République dominicaine) | République dominicaine            | 0-3                               | 0-3                               | Amical                            |
| 2.                                | 15 juillet 2015                   | Bank of America Stadium, Charlotte (États-Unis)                    | Guatemala                         | 1-0                               | 1-0                               | GC 2015                           |
| 3.                                | 10 novembre 2019                  | Estadio Nacional Dennis Martínez, Managua (Nicaragua)              | Nicaragua                         | 0-1                               | 0-1                               | Amical                            |

## Palmarès

### En club
- FC Pinar del Río :
  - Champion de Cuba en 2019-20 (Ape.)
  - Vice-champion de Cuba en 2013.
  - Vainqueur du Torneo de Ascenso (D2) en 2018.